# 贝尔尼瑟
贝尔尼瑟（荷蘭語：Bernisse，法語：[bɛrˈnɪsə] ⓘ）是荷兰南荷兰省的一个旧市镇。2004年人口12,684。面积68.59 km²，其中11.25 km²为水域。2015年1月1日，贝尔尼瑟与市镇斯派克尼瑟合并为新市镇尼瑟瓦尔德（Nissewaard）。